# Plemena slepic

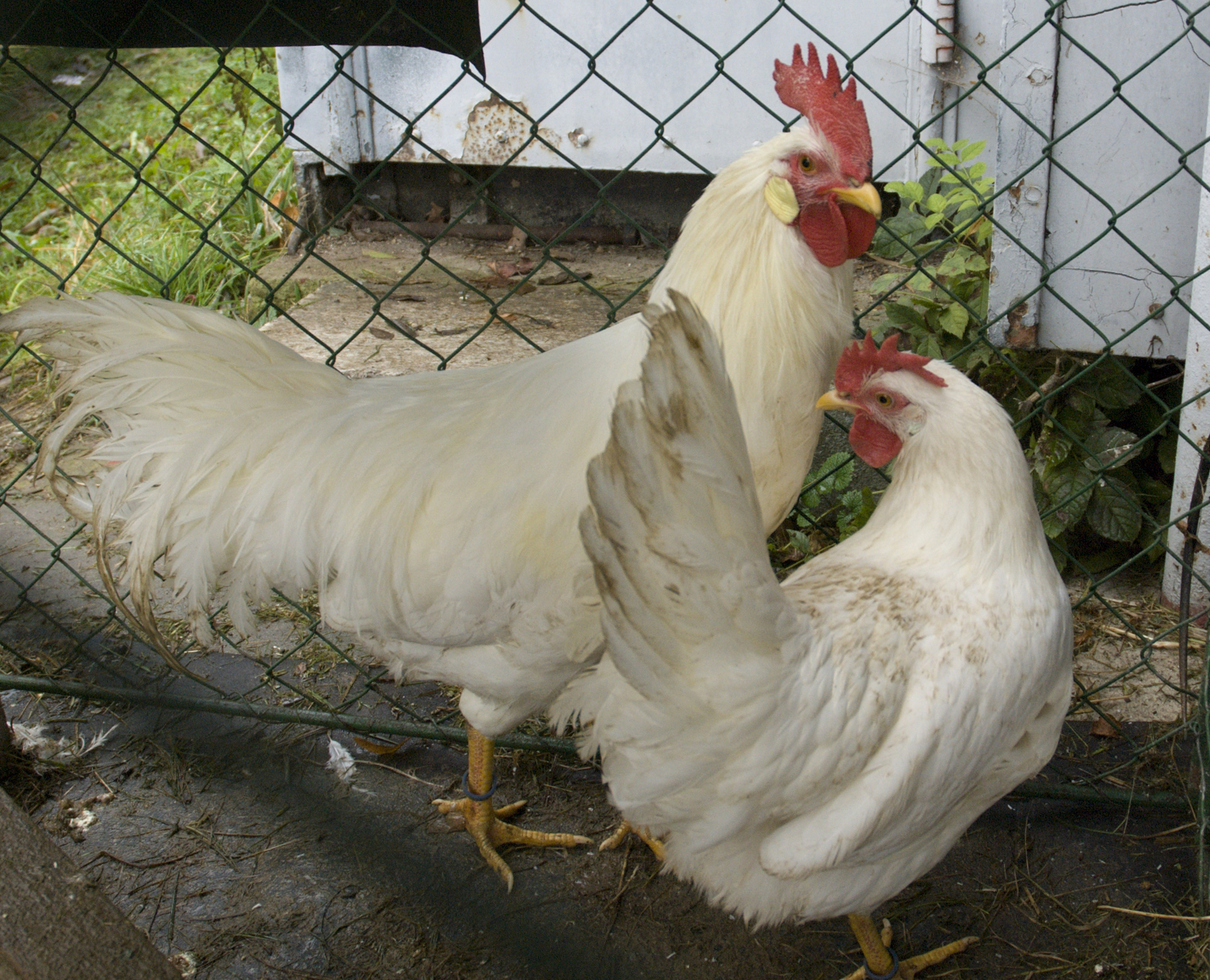
Kohout a slepice plemene leghornka

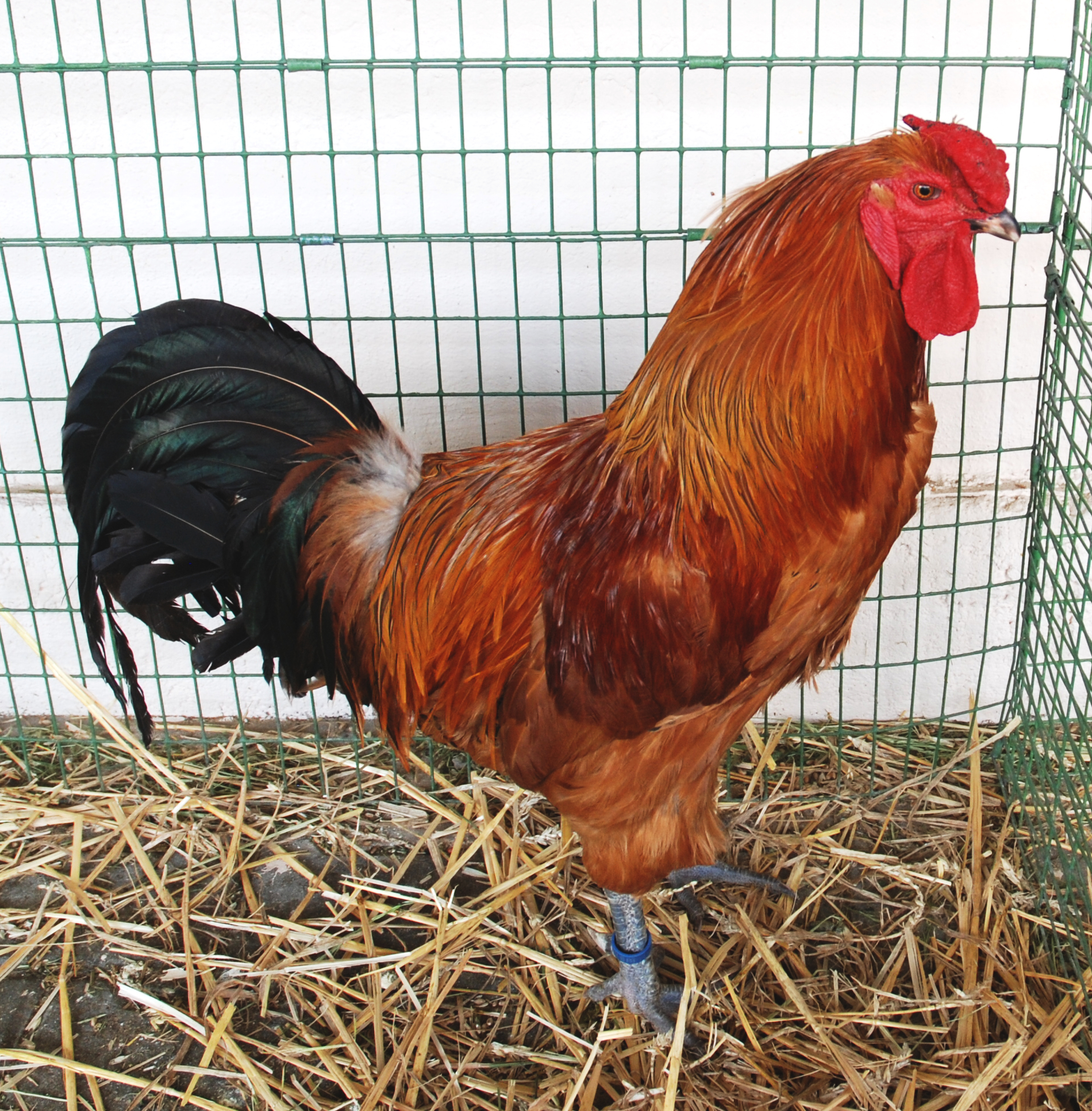
Kohout šumavanky

Plemena slepic byla vyšlechtěna v průběhu času k různým účelům a existuje několik měřítek, podle kterých je dělit, například podle stupně prošlechtění, podle užitkovosti, podle země vyšlechtění... I v Česku byla vyšlechtěna dvě plemena kura domácího.  Jedná se o plemeno nosné česká slepice zlatě kropenatá a o plemeno s kombinovanou užitkovostí šumavanka. Velkou produkci plemen slepic má například Německo, kde byly vyšlechtěny i vranohlávky, jedno z nejznámějších plemen slepic.

## Plemena slepic podle stupně prošlechtění
- Primitivní (žijící polodivoce, jen málo šlechtěné)
- Přechodná (zušlechtěná)
- Kulturní (ušlechtilá) (po dlouhou dobu šlechtěná plemena)

## Plemena slepic podle užitkovosti

### Nosná plemena
Nosná plemena slepic byla vyšlechtěna pro kvalitní a velkou snášku vajec. Jedná se o plemena s lehkou konstrukcí a většinou i samostatnou a odtažitou povahou. Jsou to ze všech plemen slepic nejlepší letci, proto je při budování výběhu nutné myslet i na to. Kvokání bylo u těchto slepic nežádoucí, proto bylo šlechtěním co nejvíce potlačeno. Nejznámějšími příklady jsou leghornky nebo české zlatě kropenaté.

### Masná plemena (jateční)
Masná neboli jateční plemena byla vyšlechtěna k větší hmotnosti a robustnosti. Většinou se jedná o rychlerostoucí a těžká plemena s větší vahou. Lze je držet i v menších prostorách, avšak jejich krmení je složitější a pokud jsou překrmené, jejich maso ztrácí na kvalitě. Klasickým příkladem jsou sasexky.

### Plemena s kombinovanou užitkovostí
Plemena s kombinovanou užitkovostí nebyla vyšlechtěna ke konkrétnímu účelu nebo v sobě spojovala schopnosti dobrých nosnic i masných plemen. V současné době se často angažují i na výstavách. Konstrukce a povaha se značně liší. Pokud se bavíme o této skupině, nejčastěji si představíme hempšírky a laflešky.

### Bojová plemena
Bojová plemena slepic byla vyšlechtěna většinou pro kohoutí zápasy. Většinou se jedná o plemena vyšlechtěná v asijských zemích a typickým znakem je dlouhý, svalnatý krk i nohy a téměř rovný postoj. V Česku si tato plemena příliš přízně nezískala, stejně jako kohoutí zápasy, které jsou stále tradicí v některých asijských zemích. Typickým představitelem z Evropy je bojovnice novoanglická.

### Okrasná plemena
Okrasná plemena jsou kombinací různých plemen, která mají jednu společnou vlastnost a to krotkou povahu a mimo jiné i líbivý vzhled. Výstavy drůbeže, především slepic, se v Česku ujaly velmi rychle a získávají na popularitě. Časté jsou neobvyklé dědičné znaky, například chocholy nebo vousy, mimo to je ale jejich vzhled různorodý. Jako okrasné plemeno se chovají například hedvábničky.

## Abecední seznam plemen slepic
- Aarschotská slepice
- Akvitánská slepice
- Alhoská slepice
- Alsaská slepice
- Ameraukána
- Amrokska
- Anabergská chocholatá kadeřavá
- Andaluska
- Anklešwárská slepice
- Ankona
- Antverpský vousáč
- Apencelský chocholáč
- Apencelský vousáč
- Araukana
- Ardenská slepice
- Asendelftská slepice
- Asilka
- Asturská slepice
- Augsburská slepice
- Australka
- Barbeziéská slepice
- Barneveldka
- Baskitská slepice
- Bažinná slepice
- Bekisarská slepice
- Bergská slepice
- Bergský kokrháč
- Berrská slepice
- Bílefeldská rodobarvá slepice
- Bojovnice brugská
- Bojovnice falcká
- Bojovnice chu šamo
- Bojovnice indická
- Bojovnice jakido
- Bojovnice jamato gunkei
- Bojovnice kina
- Bojovnice lutyšská
- Bojovnice madraská
- Bojovnice novoanglická
- Bojovnice satsumadori
- Bojovnice severofrancouzská
- Bojovnice staroanglická
- Bojovnice sundská
- Bojovnice šamo
- Bojovnice španělská
- Bojovnice tirlemondská
- Bojovnice tuzo
- Brabantka
- Brabantská selská slepice
- Brahmanka
- Brakelka
- Breda
- Bres-gauloisská slepice
- Brestská slepice
- Buckeyeská slepice
- Burgundská slepice
- Busraská slepice
- Caumontská slepice
- Cemanská slepice
- Česká slepice zlatá kropenatá
- Čittagongská malajka
- Dalmatská slepice
- Dankiská slepice
- Dánská luttská slepice
- Dánská selská slepice
- Daothigirská slepice
- Dolnorýnská slepice
- Dominikánka
- Dongtaoská slepice
- Dorkinka
- Drážďanka
- Drentská slepice
- Dumasilská slepice
- Durynský vousáč
- Empordská slepice
- Estairská slepice
- Famenská slepice
- Faverolka francouzská
- Faverolka německá
- Fayoumi
- Fénixka
- Finská slepice
- Forverka
- Francouzská krahujcovitá slepice
- Fríská slepice
- Gaskoňská slepice
- Gatinaiská slepice
- Gauloiská slepice
- Ghagusská slepice
- Groningenský racek
- Gudžuriská slepice
- Gurnejská slepice
- Hamburčanka
- Hämeská slepice
- Hansliská slepice
- Harringhataská černá slepice
- Hedvábnička
- Hempšírka
- Hegnieská slepice
- Herveská slepice
- Hesbajská žlutá slepice
- Hmongská slepice
- Holandská chocholatá slepice
- Holandská zakrslá slepice
- Holandský soví vousáč
- Holokrčka
- Hornioská slepice
- Hoská slepice
- Hrvatica
- Hudánka
- Chasakirská slepice
- Chorvatská trpasličí slepice
- Iittiská slepice
- Ilmajokiská slepice
- Islandská slepice
- Istrijská slepice
- Izegemská slepice
- Janzé
- Jávská slepice
- Jokohamka
- Jussilaská slepice
- Kadaknath
- Kadeřavá slepice
- Kalahandiská slepice
- Kalasthiská slepice
- Kampiner
- Kastiliánka
- Kašmírská favorollka
- Kataiská slepice
- Katalánka
- Kausadská slepice
- Kiuruvesiská slepice
- Kočinka
- Kokrháč denizli
- Kokrháč koeyoshi
- Kokrháč tomaru
- Kokrháč totenko
- Kontréská slepice
- Kosovský kokrháč
- Kotentinská slepice
- Krátkonožka
- Krevkérka
- Križevecká chocholatá slepice
- Kubalaja
- Kukulhuská slepice
- Kulangiská slepice
- Kur bankivský
- Kuska
- Lafleška
- Lakenfeldka
- Lamonská slepice
- Landaiská slepice
- Langšanka
- Legbarka
- Leghornka
- Lemanská slepice
- Leonská černá slepice
- Leonská slepice indio
- Limuzínská slepice
- Lindellinská slepice
- Livornská slepice
- Luumäkiská slepice
- Lyonská slepice
- Malajka
- Manteská slepice
- Maranska
- Mechelenka
- Merleraultka
- Meusienská slepice
- Mezimuřská slepice
- Miaská slepice
- Minorka
- Miriská slepice
- Německá krahujcovitá slepice
- Německá říšská slepice
- Nicobarská krátkonožka
- Norfolská krahujcovitá slepice
- Norská hnědožlutá slepice
- Ölandsská slepice
- Onagadori
- Oravka
- Orlovka
- Orpingtonka
- Orustská slepice
- Paduánka
- Paňdžábská hnědá slepice
- Pavlovská slepice
- Pelunžský kokrháč
- Penedesenská slepice
- Posávská chocholatá slepice
- Phulbaniská slepice
- Piikkiöská slepice
- Plymutka
- Pustyská slepice
- Ramelslohská slepice
- Rapanuiská slepice
- Renešská slepice
- Riská slepice
- Rodajlendka červená
- Rýnská slepice
- Sabzwariská slepice
- Sasexka
- Saská slepice
- Savitaipaleská slepice
- Sebritka
- Severoholandská slepice
- Siciliánka
- Skónská slepice
- Skotská krátkonožka
- Skotská šedá slepice
- Staroanglická bažantí slepice
- Starošvédské zdrobnělé slepice
- Starozagorská červená slepice
- Sulmtálka
- Sultánka
- Sumatranka
- Sundhajmská slepice
- Šaamská slepice
- Šallská slepice
- Šanteklérská slepice
- Šarolaiská slepice
- Šijndelarská slepice
- Štýřanka
- Šumavanka
- Šumenská černá slepice
- Švédská černá slepice
- Švýcarská slepice
- Teská slepice
- Treská slepice
- Turénská slepice
- Ukelský voláč
- Valdarnská slepice
- Velsumka
- Vestfálská nosná slepice
- Vezagudaská slepice
- Vlámská slepice
- Vlaška
- Vogtlandská slepice
- Vranohlavka
- Vyandotka
- Východofríský racek
- Zagorsko-štýrská slepice
- Zingemská slepice
- Zottegemská slepice
- Zwalmtálská slepice
- Žerzejský obr